# James Moiben
James Moiben (ook wel John Moiben; 12 april 1968) is een Keniaanse langeafstandsloper.

## Loopbaan
Het sterkste jaar van Moiben was 2004. Toen won hij de marathon van Xiamen in 2:10.54 en de marathon van Peking in 2:10.42. Een jaar later prolongeerde hij zijn titel op de marathon van Peking. In 2006 werd hij zesde in deze wedstrijd. In datzelfde jaar won hij de 15 km van Porto in een tijd van 43.42. In 1999 liep hij zijn persoonlijk record van 2:10.07 tijdens de marathon van Parijs. Hiermee behaalde hij een zevende plaats overall.
In Nederland is Moiben geen onbekende. Zo liep hij in 1999 de Dam tot Damloop en in 2000 werd hij met 2:11.04 zesde op de marathon van Amsterdam. In 2001 nam hij deel aan de marathon van Rotterdam. Daar behaalde hij een elfde plaats in 2:10.44 in een wedstrijd, die werd gewonnen door zijn landgenoot Josephat Kiprono in 2:06.50.

## Persoonlijke records
Baan
| Onderdeel | Prestatie | Datum        | Plaats      |
| --------- | --------- | ------------ | ----------- |
| 3000 m    | 8.13,71   | 19 juni 2002 | Guadalajara |
| 5000 m    | 13.44,88  | 30 mei 1998  | Sevilla     |

Weg
| Onderdeel      | Prestatie | Datum            | Plaats       |
| -------------- | --------- | ---------------- | ------------ |
| 15 km          | 43.42     | 18 juni 2005     | Porto        |
| halve marathon | 1:01.19   | 14 december 2003 | Los Palacios |
| marathon       | 2:10.42   | 17 oktober 2004  | Peking       |

## Palmares

### 15 km
- 2006:  15 km van Porto - 43.42
- 2007:  15 km van Porto - 45.02

### 10 Eng. mijl
- 1998: 9e Dam tot Damloop - 46.47
- 1999:  Navazzo di Gargnano - 47.42

### halve marathon
- 1999:  Open Spaanse kamp. - 1:04.06
- 2001:  European Clubs Cup - 1:03.51
- 2002:  European Clubs Cup - 1:05.31
- 2003:  Bajo Pas Half Marathon in Oruña de Piélagos - 1:02.25
- 2003:  halve marathon van Logroño - 1:02.53
- 2003:  European Clubs Cup - 1:03.28
- 2003:  halve marathon van Los Palacios - 1:01.19
- 2004:  Open Spaanse kamp. in Leiro-Ribadavia - 1:02.56

### marathon
- 1998:  marathon van Monte Carlo - 2:12.18
- 1999: 7e marathon van Parijs - 2:10.07
- 2000: 12e marathon van Rome - 2:13.49
- 2000: 10e marathon van Parijs - 2:12.44
- 2000: 6e marathon van Amsterdam - 2:11.04
- 2000: 7e marathon van Berlijn - 2:12.31
- 2001: 11e marathon van Rotterdam - 2:10.44
- 2001: 4e marathon van Turijn - 2:12.21
- 2001:  marathon van Carpi - 2:12.42
- 2002:  marathon van Frankfurt - 2:12.56
- 2002: 8e marathon van Hamburg - 2:11.41
- 2003:  marathon Martin Fiz - 2:15.41
- 2003: 14e marathon van Parijs - 2:14.43
- 2003:  marathon van Vitória - 2:15.40
- 2004:  marathon van Xiamen - 2:10.54
- 2004:  marathon van Peking - 2:10.42
- 2005: 22e marathon van Xiamen - 2:19.18
- 2005:  marathon van Peking - 2:12.15
- 2006:  marathon van Madrid - 2:12.20
- 2006: 6e marathon van Peking - 2:14.07
- 2007: 4e marathon van Madrid - 2:16.42
- 2009: 5e marathon van Madrid - 2:20.48